# 基約塔

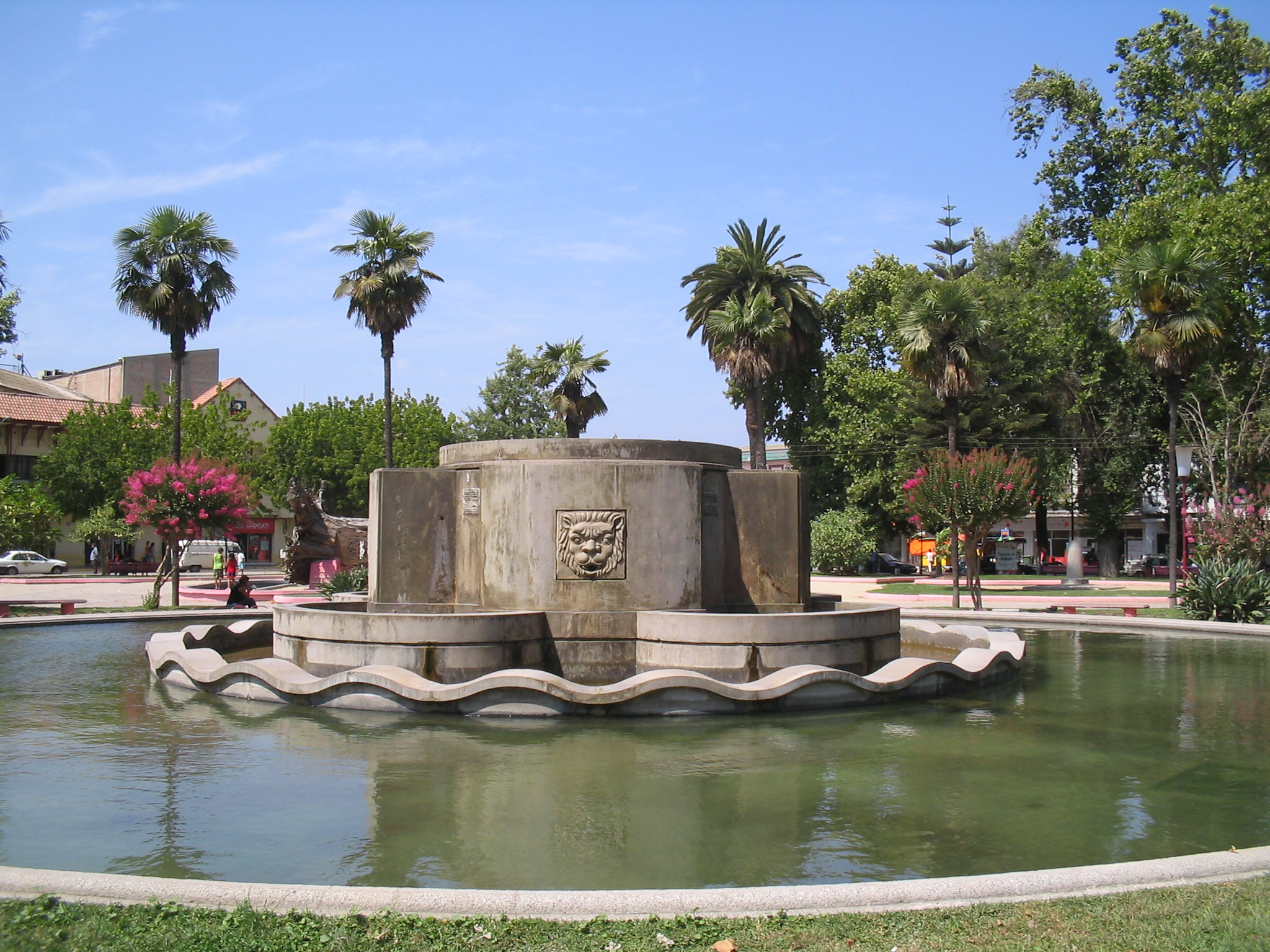

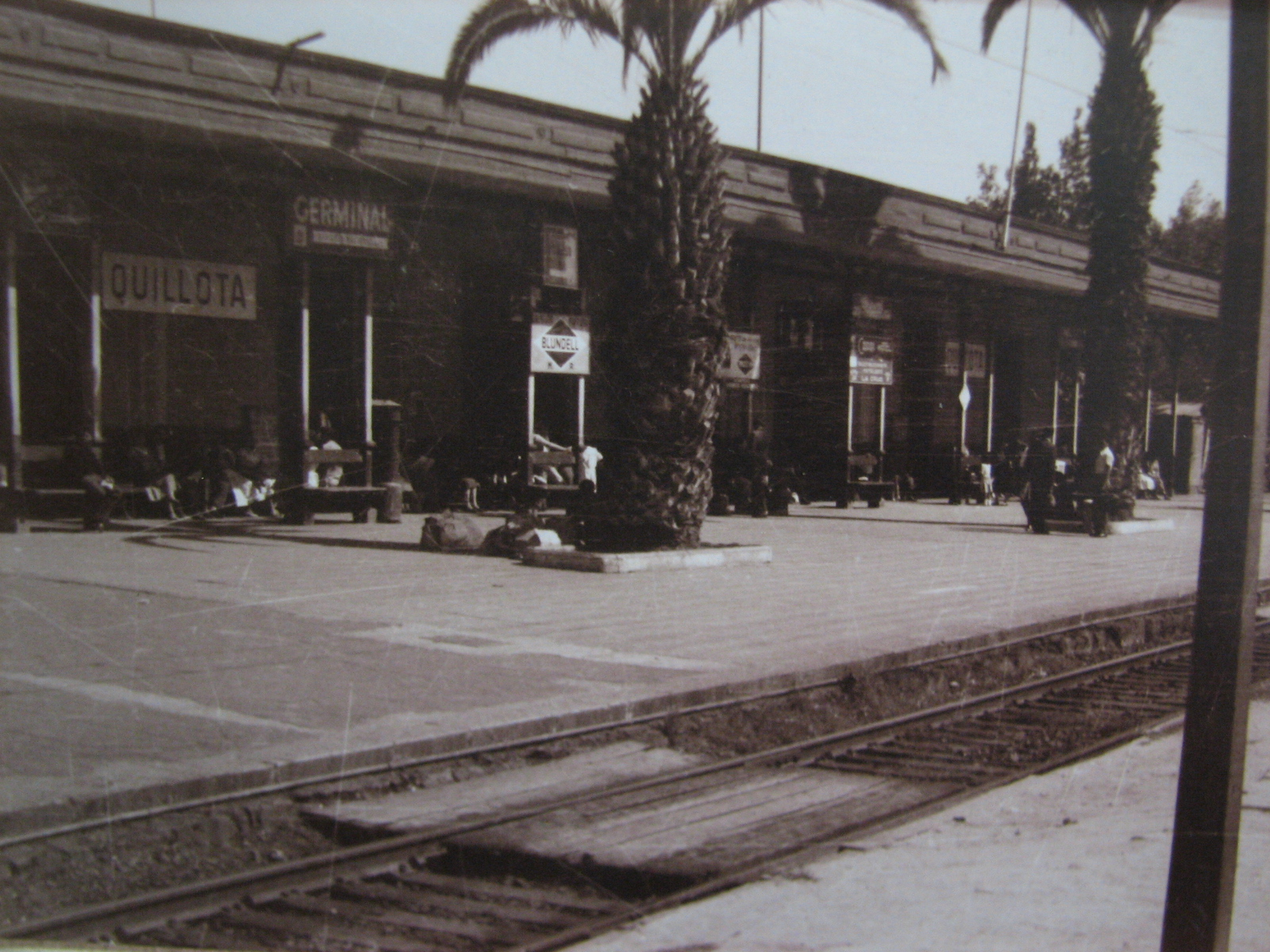

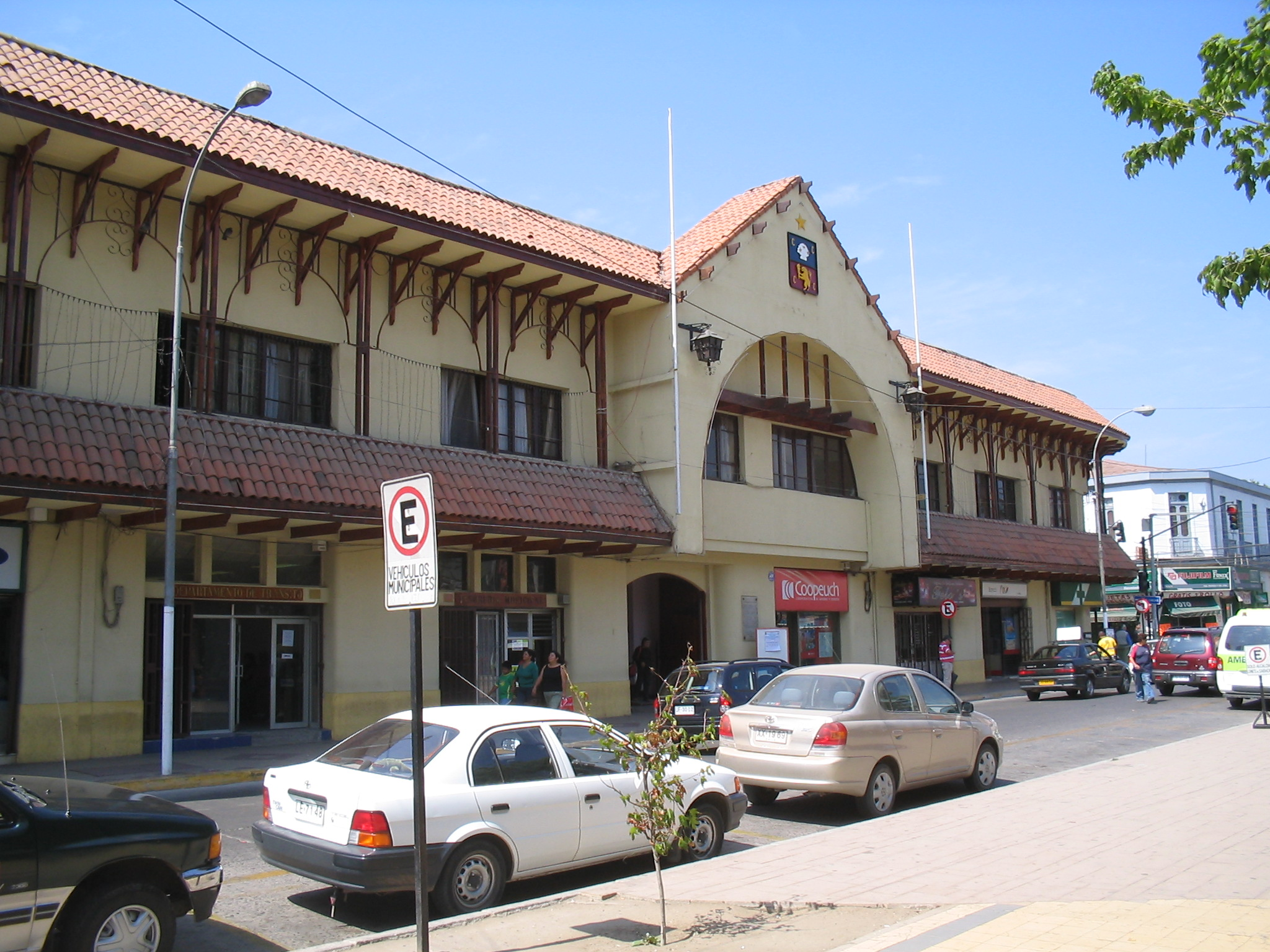

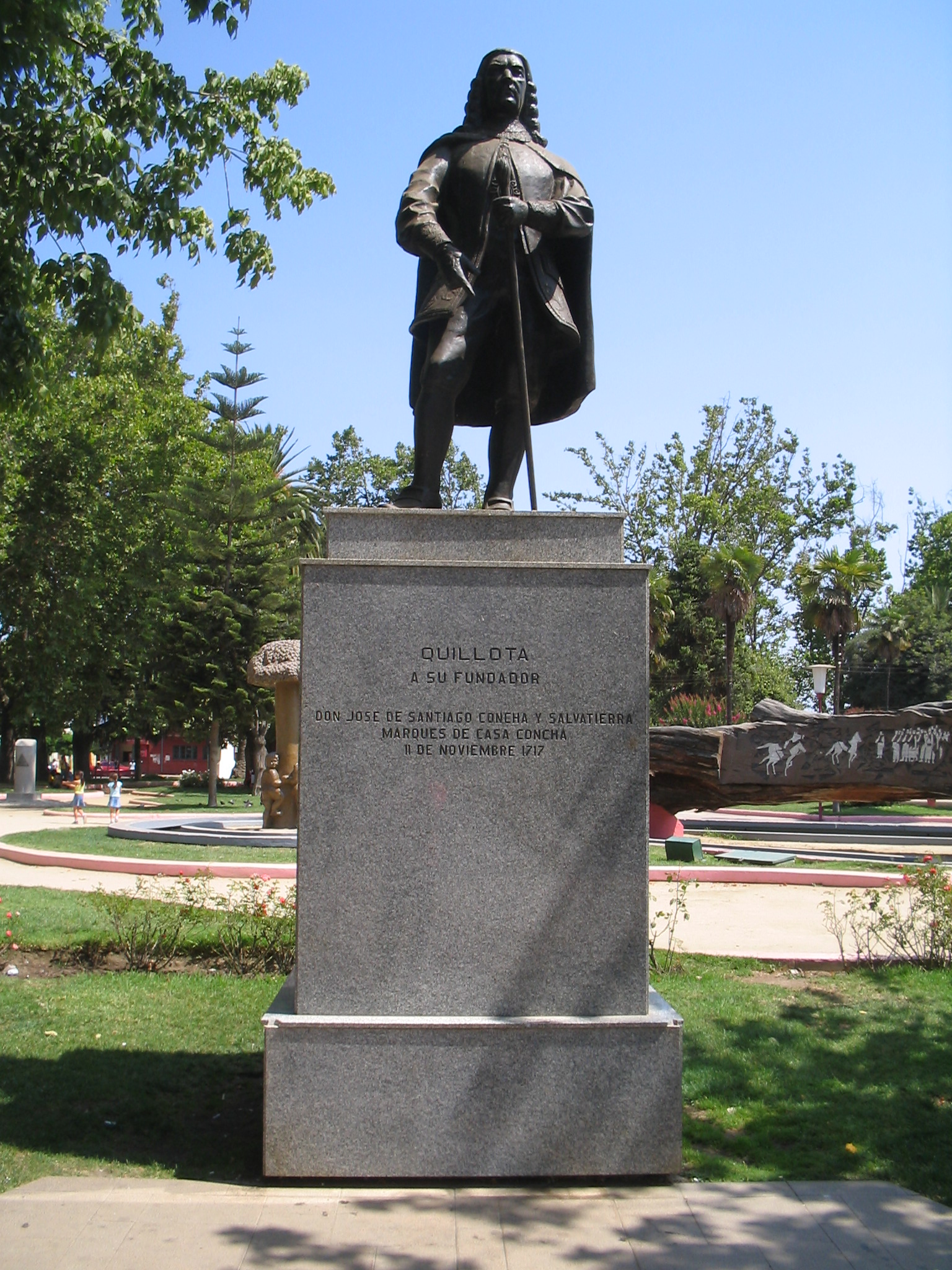

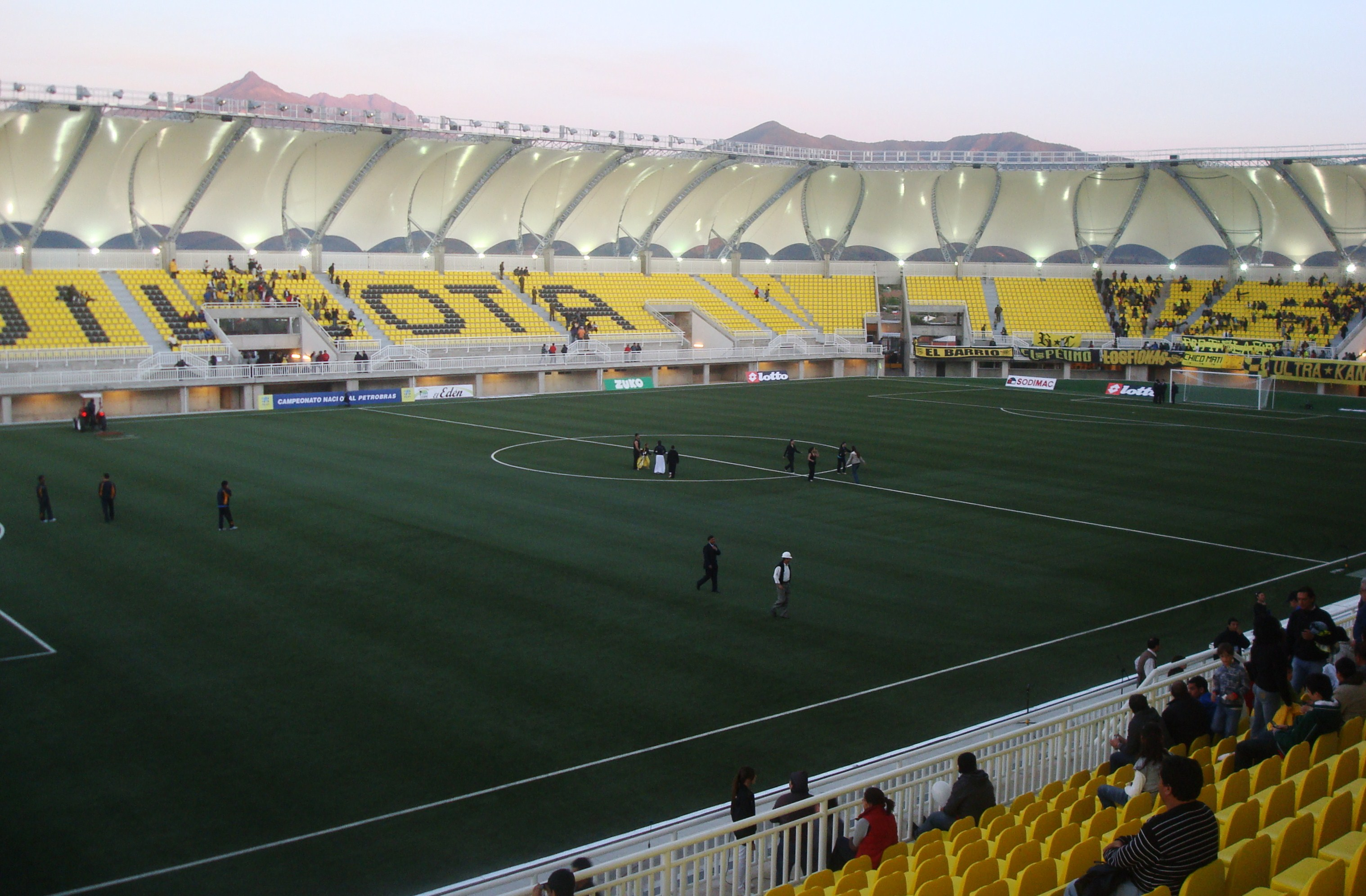

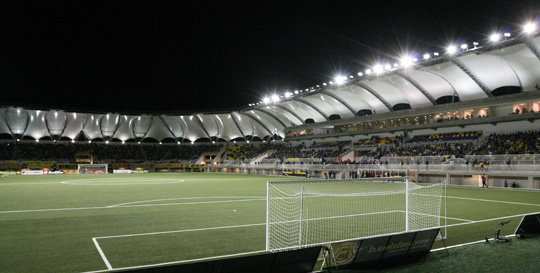

基約塔是智利的城鎮，位於該國中部，由瓦爾帕萊索大區負責管轄，也是基約塔省的首府，始建於1717年11月11日，面積302平方公里，海拔高度462米，2002年人口75,916，人口密度每平方公里251.4人。

## 外部連結
- Municipality of Quillota （页面存档备份，存于）